# 丹沢安子
丹沢 安子（たんざわ やすこ）は、日本の保険外務員。日本生命保険相互会社鰍沢営業部所属。

## 概要
93歳にして勤続50年を達成した保険外務員である。日本国内においては史上最高齢級の保険外務員として知られており、新聞や雑誌などマスコミに取り上げられることも多い。現在も現役の保険外務員として、日本生命保険に勤務している。

## 来歴
結婚後、専業主婦として家事や子育てに専念した。しかし、子育てが一段落したことを機に、保険外務員への転身を決意する。1964年、43歳にして日本生命保険に入社した。長年にわたり日本生命保険に勤務し、生命保険などの金融商品を販売してきた。90代となってもなお、自らパーソナルコンピュータで資料を作成し、顧客訪問を行っている。2013年までは自らハンドルを握り、自動車で顧客訪問をこなしていた。しかし、心配する家族の反対もあり、それ以降は日本生命保険の鰍沢営業部の部長がハンドルを握り、その自動車に同乗する形で顧客の下に出向いている。
93歳にして勤続50年を達成した。日本生命保険では、年に一度、自社の保険外務員を対象に成績優秀者表彰を行っているが、この表彰を50年間のうち43回授与されている。30年連続表彰を達成した際には、日本生命保険から銀バッジが贈られている。
高齢ということもあり、心配する家族からは引退を勧められているが、担当する顧客からは引き留める声が強く、いまだ現役の保険外務員を続けている。

## 逸話
50年以上も保険外務員を務めたことから、地元ではさまざまな逸話が語られている。丹沢が担当する地域には、郵便局や農業協同組合なども立地している。そのため、日本生命保険以外にも、かんぽ生命保険や全国共済農業協同組合連合会などの競合他社が、住民に対して生命保険を販売しようと営業攻勢をかけている。しかし、住民から「丹沢さんに入っているから」と回答された場合、他社の保険外務員は「それなら仕方ないですね」とすぐに諦めて帰るといわれている。
また、担当する顧客世帯の状況や契約内容を詳細に把握していることから、担当する顧客の契約手続きなども迅速かつ円滑に進めている。そのため、更新時期の通知書が日本生命保険の本社から鰍沢営業部に届いた時点で、既に更新手続き自体が完了していることも日常茶飯事だという。
住民の中には、4代にわたって丹沢の顧客になった者もいる。また、担当する顧客企業に対しては、毎週必ず花を届けており、それを50年以上継続しているという。